# 유럽 수영 선수권 대회
유럽 수영 선수권 대회(LEN European Aquatics Championships, European Aquatics Championships)는 유럽 수영 연맹(LEN)에 의해 2000년부터 개최되는 수영 대회이다. 개최되는 경기는 수영, 다이빙, 싱크로나이즈드 스위밍, 오픈 워터 스위밍이다. 1997년까지는 수구도 포함되어 있었지만, 1999년 이후 유럽 수구 선수권 대회로 독립하였다.